# Eduard Prosch (Politiker)
Eduard Prosch (* 19. Mai 1932 in Koblenz) ist ein deutscher Gewerkschafter, CDU-Politiker und ehemaliger Abgeordneter der Hamburgischen Bürgerschaft.

## Leben
Nach dem Erwerb der Mittleren Reife auf dem Gymnasium machte Eduard Prosch eine kaufmännische Lehre im Großhandel mit Abschluss Kaufmannsgehilfenprüfung. Nach einer Zeit im Großhandel wechselte er 1953 zunächst als Volontär zur Deutschen Angestellten-Gewerkschaft. Er stieg dort unter anderem zum Landesjugendleiter und zum Geschäftsführer in Trier auf. Nachdem er vier Semester Gaststudium der Wirtschaftswissenschaften an der Universität Hamburg absolviert hatte, wurde er zum Leiter der „Scheinfirmenzentrale“ der DAG ernannt. Mit den „Scheinfirmen“ wurde Jugendlichen das Wirtschaftsgeschehen spielerisch vermittelt und sie dienten der Berufsfortbildung und der Persönlichkeitsbildung. Die Firmen waren wie wirkliche Unternehmen aufgebaut und organisiert. Von 1963 an folgten eine Reihe Funktionen im Bereich der Jugendpolitik, unter anderem Bundesjugendleiter der DAG, stellvertretender Vorsitzender des Deutschen Bundesjugendringes, stellvertretender Vorsitzender des Deutschen Nationalkomitees für internationale Jugendarbeit.
Von 1975 bis 1984 war er als Mitarbeiter der HanseMerkur Versicherungsgruppe tätig, von 1979 an als Mitglied des Vorstandes.
1984 Geschäftsführer des „Kinderhilfswerkes für die Dritte Welt“ in Hamburg, 1986 geschäftsführender Gesellschafter einer  Personalberatung GmbH.
Seit 1995 lebt er in Halle (Saale). Er ist dort als ehrenamtlicher Hospizhelfer tätig und war Vorsitzender des Hospiz-Hausbetreuungsvereins.

## Politik
Das CDU-Mitglied Eduard Prosch amtierte von 1972 bis 1975 als CDU-Landesgeschäftsführer Hamburg. 1966 wurde er erstmals in die Hamburgische Bürgerschaft gewählt. Bis 1991 arbeitete er dort vor allem in den Ausschüssen Arbeit, Jugend und Soziales, dem Gesundheitsausschuss und im Ausschuss für die Situation und die Rechte der Ausländer mit.